# Farol do Penedo da Saudade
O Farol do Penedo da Saudade  é um farol português que se localiza em São Pedro de Moel, na freguesia e no Município de Marinha Grande, Distrito de Leiria.
Trata-se de uma torre quadrangular de cantaria, com edifício anexo revestido a azulejos cor castanho avermelhado e farolim vermelho. Tem 32 metros de altura.

## Informações
- Aberto ao público: Sim, todas as quartas-feiras das 14H00 às 17H00[3]